# Edwardsita
L'edwardsita és un mineral de la classe dels sulfats. És un rar mineral secundari de cadmi. Va ser anomenat l'any 2010 per P. Elliott, J. Brugger, i T. Caradoc-Davies en honor d'Austin Burton Edwards, mineralogista i petròleg per la seva contribució a les ciències de la terra, particularment, en els seus estudis sobre geologia, geoquímica i mineralogia dels dipòsits minerals australians. Pot ser confós amb varietats riques en cadmi de la cristelita.

## Classificació
Segons la classificació de Nickel-Strunz, la edwardsita pertany a «07.D - Sulfats (selenats, etc.) amb anions addicionals, amb H₂O, amb cations de mida mitjana només; plans d'octaedres que comparteixen vores» juntament amb els següents minerals: langita, posnjakita, wroewolfeïta, spangolita, ktenasita, torreyita, christelita, devil·lina, campigliaïta, serpierita, niedermayrita, ortoserpierita, carrboydita, glaucocerinita, honessita, hidrohonessita, motukoreaita, mountkeithita, shigaïta, wermlandita, woodwardita, zincaluminita, hidrowoodwardita, zincowoodwardita, natroglaucocerinita, nikischerita, felsőbányaïta, lawsonbauerita, mooreïta, namuwita, bechererita, ramsbeckita, vonbezingita, redgillita, calcoalumita, nickelalumita, kyrgyzstanita, guarinoïta, schulenbergita, theresemagnanita, UM1992-30-SO:CCuHZn i montetrisaïta.

## Característiques
L'edwardsita és un sulfat de fórmula química Cu₃Cd₂(SO₄)₂(OH)₆(H₂O)₄. Cristal·litza en el sistema monoclínic. La seva duresa a l'escala de Mohs és 3. Forma druses de cristalls tabulars o en forma de vara d'uns 0,06 mm.

## Formació i jaciments
Ha estat descrit només a la seva localita tipus: Bloc obert 14, Comtat de Yancowinna, Nova Gal·les del Sud, Austràlia.